# The quick brown fox jumps over the lazy dog

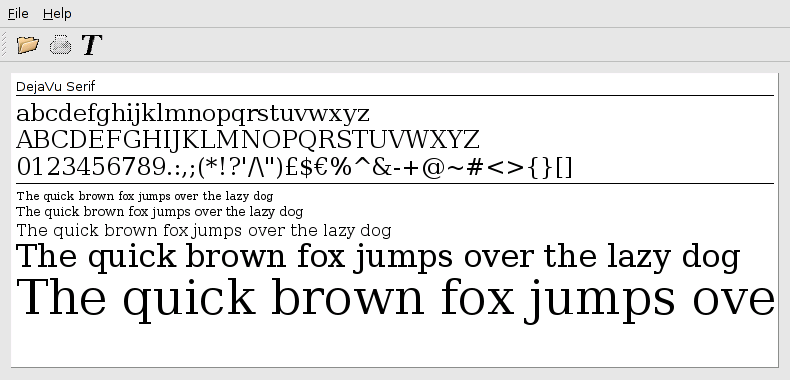
Kfontview를 통해서 본 폰트 샘플 문장

"The quick brown fox jumps over the lazy dog"→날쌘 갈색 여우가 게으른 개를 뛰어넘는다.는 팬그램의 하나로, 조리있고 짧지만 로마자 26글자 모두를 포함하기 때문에 타자기, 컴퓨터 자판, 폰트 등을 테스트하는 용도로 많이 사용되는 문구이다.
텔레타이프를 사용하던 시절에는 일명 팍싱(foxing)이라고 불리는 과정으로 이 문장을 테스팅용으로 자주 사용되기도 하였다고 한다. 컴퓨터 분야에서는 폰트를 선택하고 보여주는 상황 등에서 샘플 문장으로 자주 사용된다.
이 문장은 종종 "The quick brown fox jumped over the lazy dog"로 과거형 문장으로 잘못 인용하기도 하는데 이것은 의미상으로는 더 자연스럽긴 하지만 "s"가 빠져 있기 때문에 모든 영문자들을 포함하지 않는다. 이런 이유로 이 문장에 "slow"나 "sleeping"를 추가하기도 하고 "dog"를 복수형 "dogs"으로 만들기도 한다.

## 역사

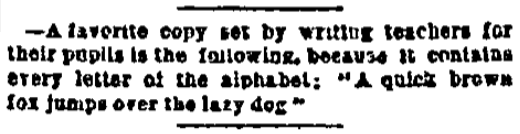
더 보스턴 저널(The Boston Journal)의 1885년 2월 9일의 항목. "A quick brown fox jumps over the lazy dog." 구절을 언급하고 있다.

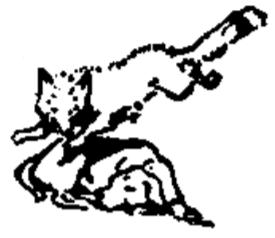
스카우팅 포 보이즈(Scouting for Boys)의 팬그림 설명

이 구절이 처음 알려지게 된 것은 더 보스턴 저널에서이다.
1885년 2월 9일 에디션의 Current Notes라는 제목의 문서에서 이 구절은 글을 쓰는 학생들을 위한 훌륭한 연습 문장으로 언급된다: "모든 문자의 알파벳을 포함하기 때문에 제자들을 위해 글을 쓰는 선생들이 가장 즐겨쓰는 카피는 다음과 같다: 'A quick brown fox jumps over the lazy dog.'" 수십 개의 다른 신문들은 이후 수개월에 걸쳐 이 문구를 게시하였으며 모두 "The" 대신 "A"로 시작하는 문장 버전을 사용하였다. "The"로 시작하는 최초의 문구는 린다 브론슨의 1888년 책 일러스트레이티브 쇼트핸드(Illustrative Shorthand)에서 등장하였다. A로 시작하는 오리지널 버전보다 조금 더 긴 것이 사실이긴 하지만 The로 시작하는 현대적 형태가 더 일반화되었다.
타자기 이용이 19세기 말 늘어가면서 이 문구는 연습 문장으로서 타이핑 수업책에 등장하기 시작했다. 해당 수업책의 예로서 How to Become Expert in Typewriting: A Complete Instructor Designed Especially for the Remington Typewriter (1890),와 Typewriting Instructor and Stenographer's Hand-book (1892) 등이 있다.
20세기 들어 이 문구는 더 잘 알려지게 되었다. 1903년 1월 10일 Pitman's Phonetic Journal에서 이 문구가 모든 알파벳 문자를 아우르는, 잘 알려지고 기억되는 타이핑 라인"으로 언급된다. 로버트 베이든파월의 책 스카우팅 포 보이즈(1908)는
확장을 위한 연습 문장으로서 이 구절을 사용한다.

## 다른 관련 문구

### 마이크로소프트 윈도우
윈도우 3.1 또는 그 이상의 버전에서는 숫자도 테스트하는 "The quick brown fox jumps over the lazy dog. 1234567890"를 사용한다. 윈도우 XP의 기본 글꼴 보기에서는 글꼴의 종류에 따라 "The quick brown fox jumps over the lazy dog. 1234567890" 또는 "Jackdaws love my big sphinx of quartz. 123456890" 문구가 나온다. 사실은 트루타입 폰트에서는 샘플 테스트 메시지를 폰트 파일이 지정할 수 있는데 특별한 지정이 없으면 윈도 기본 샘플 메시지를 사용하는 것이다.
지역화된 버전들은 글꼴 보기 프로그램에서 각 언어별 글꼴에 따라 제각각 다양한 샘플 문장을 이용한다.
| 언어              | 지역화된 문장                                                                                                   | 번역                                                                                     | 팬그램 여부 (비고)                                                 |
| ----------------- | --- | ---------------------------------------------------------------------------------------- | ------------------------------------------------------------------ |
| 브라질 포르투갈어 | A raposa rápida castanha ataca o cão preguiçoso.                                                                | 날쌘 갈색 여우가 게으른 개를 공격한다.                                                   | 아님                                                               |
| 포르투갈어        | A rápida raposa castanha salta em cima cão lento.                                                               | 날쌘 갈색 여우가 게으른 개를 뛰어넘는다.                                                 | 아님                                                               |
| 독일어            | Franz jagt im total verwahrlosten Taxi quer durch Bayern. 1234567890                                            | 프란츠가 완전히 낡아 빠진 택시를 타고 바이에른 지역을 비스듬히 가로질러 추격을 한다.     | 아님(k, p) 팬그램 버전은 total 대신 komplett를 사용한다. (XP 버전) |
| 루마니아어        | Agera vulpe maronie sare peste câinele cel leneş. (it does not contain all the letters of the alphabet)         | 날쌘 갈색 여우가 게으른 개를 뛰어넘는다.                                                 | 아님                                                               |
| 스페인어          | El veloz murciélago hindú comía feliz cardillo y kiwi. La cigüeña tocaba el saxofón detrás del palenque de paja | 날쌘 인도 박쥐가 즐겁게 키위를 먹었다. 황새가 짚으로 만든 무대 뒤에서 색소폰을 연주했다. | 맞음                                                               |
| 중국어 간체       | Windows 中文字型范例 1234567890                                                                                 | 윈도 중국어 글꼴 예제 1234567890                                                         | 아님                                                               |
| 중국어 번체       | 視野無限廣，窗外有藍天                                                                                          | 시야가 무한히 펼쳐진 창밖은 푸른 하늘                                                    | 아님                                                               |
| 중국어 번체       | Windows 興國安邦，巨擘八方！                                                                                    | 윈도가 나라를 부흥시키고 안정시키니 모든 분야의 전문가로세!                              | 아님. 다만 의도적으로 각운을 맞추고 있다. (XP 버전)                |
| 러시아어          | Съешь ещё этих мягких французских булок, да выпей чаю. 1234567890                                               | 이 부드러운 프랑스 빵을 더 먹고 차도 마셔.                                               | 아님(ж) 팬그램 버전은 же чаю를 사용한다.                           |
| 러시아어          | Windows 1234567890                                                                                              | 윈도 1234567890                                                                          | 아님                                                               |
| 한국어            | 다람쥐 헌 쳇바퀴에 타고파. 1234567890                                                                           |                                                                                          | 자음만 맞음 (비스타 이후)                                          |
| 한국어            | Windows가 지원하는 한글 글꼴 1234567890                                                                         |                                                                                          | 아님 (XP까지)                                                      |
| 일본어            | Windowsでコンピュータの世界が広がります。 1234567890                                                            | 윈도로 컴퓨터의 세계가 넓어집니다. 1234567890                                            | 아님                                                               |

### 마이크로소프트 워드
영문판 마이크로소프트 워드에서는 =rand()라고 입력하고 엔터키를 누르면 "The quick brown fox jumps over the lazy dog" 문구가 15번 출력된다. M개의 문구로 구성된 N개의 문단을 생성하려면 =rand(N,M)를 입력하고 엔터키를 누르면 된다. N, M은 원하는 만큼의 숫자를 사용하면 되는데 최댓값은 140이다. 예를 들어 =rand(2,3)을 입력하면 이 문구를 3번 반복하는 두 개의 문단이 생성된다.
한국어판 워드에서 이 명령어를 실행하면 "무궁화 꽃이 활짝 피었습니다."가 나오지만 이 문장은 팬그램이 아니다.
마이크로소프트 워드 2007 이후에서는

[삽입] 탭의 갤러리에는 문서의 전체 모양과 어울리도록 디자인된 항목이 포함되어 있습니다. 이러한 갤러리를 사용하여 표, 머리글, 바닥글, 목록, 표지 및 기타 문서 블록을 삽입할 수 있습니다. 그림, 차트 또는 다이어그램을 만들 때도 현재 문서 모양과 어울리게 지정할 수 있습니다. [홈] 탭의 빠른 스타일 갤러리에서 선택한 텍스트의 모양을 선택하면 문서 텍스트에서 선택한 텍스트의 서식을 쉽게 변경할 수 있습니다. 또한 [홈] 탭의 다른 컨트롤을 사용하여 직접 텍스트 서식을 지정할 수 있습니다. 대부분의 컨트롤에서는 현재 테마의 모양을 사용하거나 직접 지정한 서식을 사용하도록 선택할 수 있습니다. 문서의 전체 모양을 변경하려면 [페이지 레이아웃] 탭에서 새 테마 요소를 선택하십시오. 빠른 스타일 갤러리에서 사용할 수 있는 모양을 변경하려면 [현재 빠른 스타일 모음 변경] 명령을 사용하십시오. 테마 갤러리와 빠른 스타일 갤러리 모두 원래대로 명령을 제공하므로 언제든지 문서 모양을 현재 서식 파일에 포함된 원래 모양으로 복원할 수 있습니다.

라는 긴 워드 사용법이 출력된다.

마이크로소프트 워드 2013 이후에서는
비디오는 자신의 견해를 효과적으로 입증하는 데 도움이 됩니다.[온라인 비디오]를 클릭하면 추가할 비디오에 대한 Embed 태그를 붙여 넣을 수 있습니다. 키워드를 입력하여 문서에 가장 잘 맞는 비디오를 온라인에서 검색할 수도 있습니다.
Word에서 제공하는 머리글, 바닥글, 표지, 텍스트 상자 디자인을 활용하여 전문가 수준으로 디자인해 보세요. 예를 들어 비디오에 관련된 표지, 제목, 보조 기사를 추가할 수 있습니다. [삽입]을 클릭한 다음 다른 갤러리에서 원하는 요소를 선택합니다.
테마와 스타일도 문서를 꾸미는 데 도움이 됩니다.[디자인]을 클릭하고 새 테마를 선택하면 그림, 차트, SmartArt 그래픽이 새 테마에 맞게 변경됩니다. 스타일을 적용하면 제목이 새 테마에 맞게 변경됩니다.
Word에서는 상황에 따라 필요한 단추가 새로 나타나 시간이 절약됩니다.그림을 문서에 배치되는 방법을 변경하려면 그림을 클릭하고 옆에 표시되는 레이아웃 옵션 단추를 클릭하세요. 표에서 작업할 때 행 또는 열을 추가하려는 위치를 클릭한 후 더하기 기호를 클릭하세요.
새 읽기용 보기가 제공되어 읽기 또한 한결 쉬워졌습니다.문서의 일부를 축소하고 원하는 텍스트를 부각시킬 수 있습니다. 문서를 읽다가 중지해야 할 경우 다른 장치에서도 중지한 위치가 저장됩니다.

라는 워드 신기능 홍보 문구가 출력된다.

### 기타
- "Now is the time for all good men to come to the aid of their country"란 문구도 타이피스트의 실력을 가늠하는 용도로 사용되어 왔으나 팬그램은 아니다.
- 그놈 데스크톱의 글꼴 정보 프로그램 gnome-font-properties에서는 키스의 고유 조건은 입술끼리 만나야 하고 특별한 기술은 필요치 않다.라는 문장을 쓰며 이 문장은 자음과 모음 모두 팬그램이다. GTK+ Font Manager는 윈도와 동일하게 "다람쥐 헌 쳇바퀴에 타고파"를 사용한다.
- 구글 크롬의 고급 글꼴 설정에서는 정 참판 양반댁 규수 큰 교자 타고 혼례 치른 날.이라는 문장을 쓰며 마찬가지로 자음과 모음 모두 팬그램이다.
- 미국-소련 핫라인이 개통된 날에 미국이 소련에게 보내진 메시지가 'The Quick Brown Fox Jumps Over The Lazy Dog...1234567890'이다.

## 그밖의 사소한 것들
- 마크 던의 소설 《엘라 미노 피》(Ella Minnow Pea)에서는 이 문구의 창안자가 남 캘리포니아 해안의 상상의 섬 놀로프(Nollop)에 사는 것으로 나온다. 이 문구는 소설의 줄거리에 주요 수단이 된다.
- 스티븐 킹의 소설《다크 하프》(The Dark Half)에서 사이코 작가 조지 스타크는, 공공 도서관의 타이핑 실에서 자신이 팬그램만 입력하게 되는 작가 슬럼프 증상(writer's block)에 빠진 것을 알고 도서관을 거의 미친듯이 날뛰며 돌아다닌다. 그는 어떤 걸 타이핑하려고 해도 그의 손가락은 이 문구만 계속 반복해서 치게 된 것이다.
- 카드 게임 매직 더 게더링에서는 "The quick onyx goblin jumps over the lazy dwarf"(이 또한 팬그램)라고 적힌 카드가 있다. 이 카드는 "Now I know my ABC's"라고도 부르는데 이것 자체가 매직스 언힌지드(Magic's Unhinged) 시리즈의 조크 카드이다. 매직스 언힌지드 시리즈는 이 카드처럼 게임 진행에 별 상관없이 재미를 부여하기 위해 만든 의미없는 카드들을 모은 것이다.
- 뮤지컬 《정말로 노력하지 않고도 사업에서 성공하기》(How to Succeed in Business Without Really Trying)의 한 노래에서 이 문구가 등장한다.
- 찰스 M. 슐츠의 피너츠 만화에서 스누피가 유명 작가 행세를 할 때 이 문구를 자주 타이핑한다. 게으른 스누피와 정신 사나운 찰리 브라운의 캐릭터 성격과 일치하는 중의적 표현이기도 하다.
- 아서 C. 클라크의 《2001 스페이스 오디세이》에서 인공 지능 컴퓨터 HAL9000이 종료될 때 이 문구를 말한다.

## 같이 보기
- 팬그램
- 로렘 입숨
- ETAOIN SHRDLU